# Get Lamp
Get Lamp ist ein US-amerikanischer Dokumentarfilm aus dem Jahr 2010. Regisseur ist Jason Scott. Der Film beleuchtet anhand von Interviews und Dokumentarszenen die Geschichte des Computerspielgenres Interactive Fiction.

## Inhalt

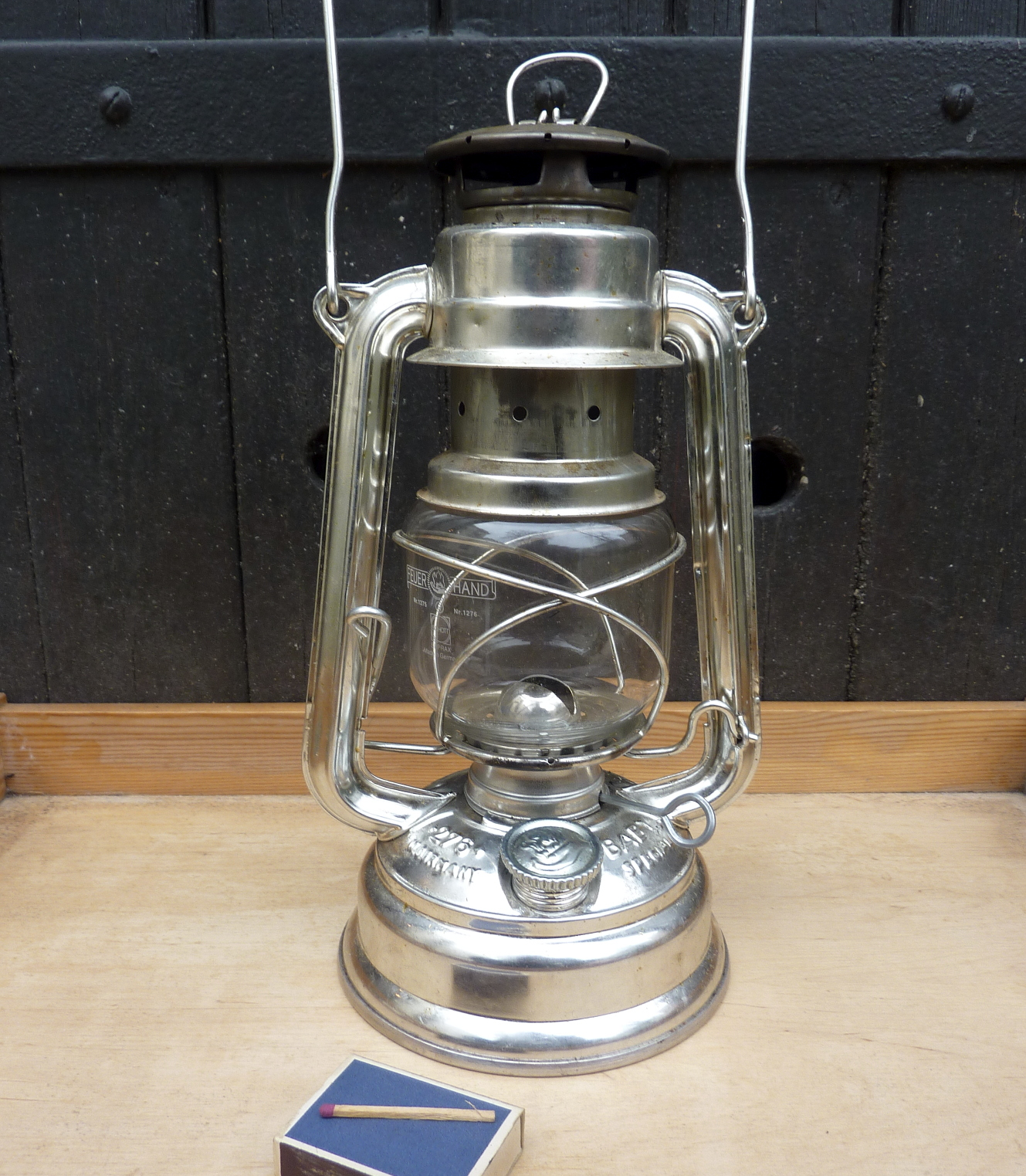
Die namensgebende Messinglaterne

Interactive Fiction ist ein Computerspielgenre, das aus den Textadventures der 1980er-Jahre hervorging und seit dem kommerziellen Niedergang des Genres ab Ende der 1980er-Jahre von einer Amateurszene getragen wurde und weiterentwickelt wird. Get Lamp beinhaltet insgesamt etwa 80 Interviews mit Akteuren der Textadventure-Branche und der Interactive-Fiction-Szene. Es wurden Entwickler und Autoren, Spieler des Genres, Journalisten und das Medium begleitende Forscher aus dem universitären Umfeld befragt.
Get Lamp ist auf zwei DVDs verteilt. DVD 1 enthält den eigentlichen Dokumentarfilm, den der Konsument in einem von zwei Modi ansehen kann: Der nicht-interaktive Modus spielt einfach den Film ab, während der Konsument im interaktiven Modus nach jedem Kapitel entscheiden kann, welches Kapitel er als Nächstes ansehen möchte. Auf DVD 2 befindet sich Zusatzmaterial, unter anderem nicht verwendete Interviewszenen und eine große Anzahl von unter freien Lizenzen veröffentlichten Textadventures.
Der Film beginnt mit Hintergrundinformationen zum Urvater des Genres, Adventure. Anschließend werden ohne thematische Sortierung Personen mit Bezug zum Textadventure interviewt, darunter zahlreiche Spieleautoren, andere ehemalige Angestellte von Entwicklungsstudios und Spieler. Ein Schwerpunkt liegt auf der Geschichte des Entwicklungsstudios Infocom, das bereits in den Anfangstagen des Genres gegründet wurde und bis zu dessen kommerziellen Niedergang die unangefochtene Marktführerschaft innehatte. Die Interviews werden unterbrochen durch Archivmaterial, das Interviews und andere Fernsehsendungen mit damals relevanten Branchengrößen zeigt. Zusätzlich werden zeitgenössische Dokumente wie Spielverpackungen, Kartierungen von Spielwelten oder Ausdrucke von Spielsessions präsentiert. Weitere Themen mit historischem Bezug sind das Verhältnis von Textadventures zu MUDs und zu Point-and-Click-Adventures.
Nach dem kommerziellen Niedergang des Genres Ende der 1980er-Jahre entfaltete sich eine Amateur-Szene, die das Genre am Leben erhielt und weiterentwickelte. Auch diese Szene wird in Get Lamp in Form von Interviews mit Autoren, Spielern und Sprachforschern porträtiert. Randerscheinungen wie blinde Spieler (die Textadventures mit Hilfe von Screenreadern spielen können) und die Verwendung von Interactive Fiction im universitären Kontext werden erwähnt. Ausführlich wird der größte Programmierwettbewerb der zeitgenössischen Szene, die Interactive Fiction Competition (IFComp), besprochen.
Die einzelnen Szenen des Films sind recht schnell geschnitten; selten erreicht eine einzelne Interview-Szene die Zwei-Minuten-Marke. Die Interviews selbst dauerten wesentlich länger, sind aber in teilweise nur wenige Sätze lange Szenen aufgeteilt, die thematisch passend zusammengeschnitten wurden. Die Musik des Films stammt von der britischen Musikerin Zoe Blade und dem britischen Komponisten Tony Longworth, außerdem ist ein Musikvideo von MC Frontalot (It Is Pitch Dark, eine Reminiszenz an das Spiel Zork) Teil des Films.

### Interviewte Personen (Auswahl)
- Ernest Adams, Professor für Game Design an der Universität Uppsala
- Scott Adams, Spieleautor und Gründer von Adventure International
- Dave Anderson, Spieleautor bei Infocom
- James Aspnes, Informatik-Professor an der Yale University
- Bob Bates, Spieleautor bei Infocom und Legend Entertainment
- Chuck Benton, Autor von Softporn Adventure
- Michael Berlyn, Spieleautor bei Infocom
- Marc Blank, Spieleautor bei Infocom
- Roger Brucker, Höhlenforscher und Sachbuchautor
- Tom Brucker, Höhlenforscher
- Mary Ann Buckles, Sachbuchautorin
- Adam Cadre, Schriftsteller und IF-Autor
- Chris Crawford, Autor und Spieleentwickler
- Brendan Desilets, Professor für Anglistik an der University of Massachusetts
- Mike Dornbrook, Marketing Director bei Infocom, Gründer von Boffo Games, COO bei Harmonix
- Jeremy Douglass, Professor für Anglistik an der University of California
- Michael Eilers, Journalist und Dozent für „Games/Multimedia“ an der Arizona State University
- Michael Gentry, IF-Autor
- Stephen Granade, Physiker und IF-Autor
- Dennis Jerz, Anglistik-Professor an der Seton Hall University
- Dave Lebling, Spieleautor bei Infocom
- Steve Meretzky, Spieleautor bei Infocom und Legend Entertainment
- Nick Montfort, Professor für digitale Medien am MIT
- Ron Martinez, Spieleautor bei Trans Fiction Systems
- Robert Pinsky, Schriftsteller
- Jon Radoff, Unternehmer, Autor und Spieledesigner
- Michael J. Roberts, Entwickler von TADS und der IFDB
- Warren Robinett, Spieleentwickler
- John Romero, Spieleautor
- Ryan Russell, Spieletester bei Synapse Software
- Dave West, Mitglied der Cave Research Foundation
- Don Woods, Co-Autor von Adventure

## Entstehungsgeschichte

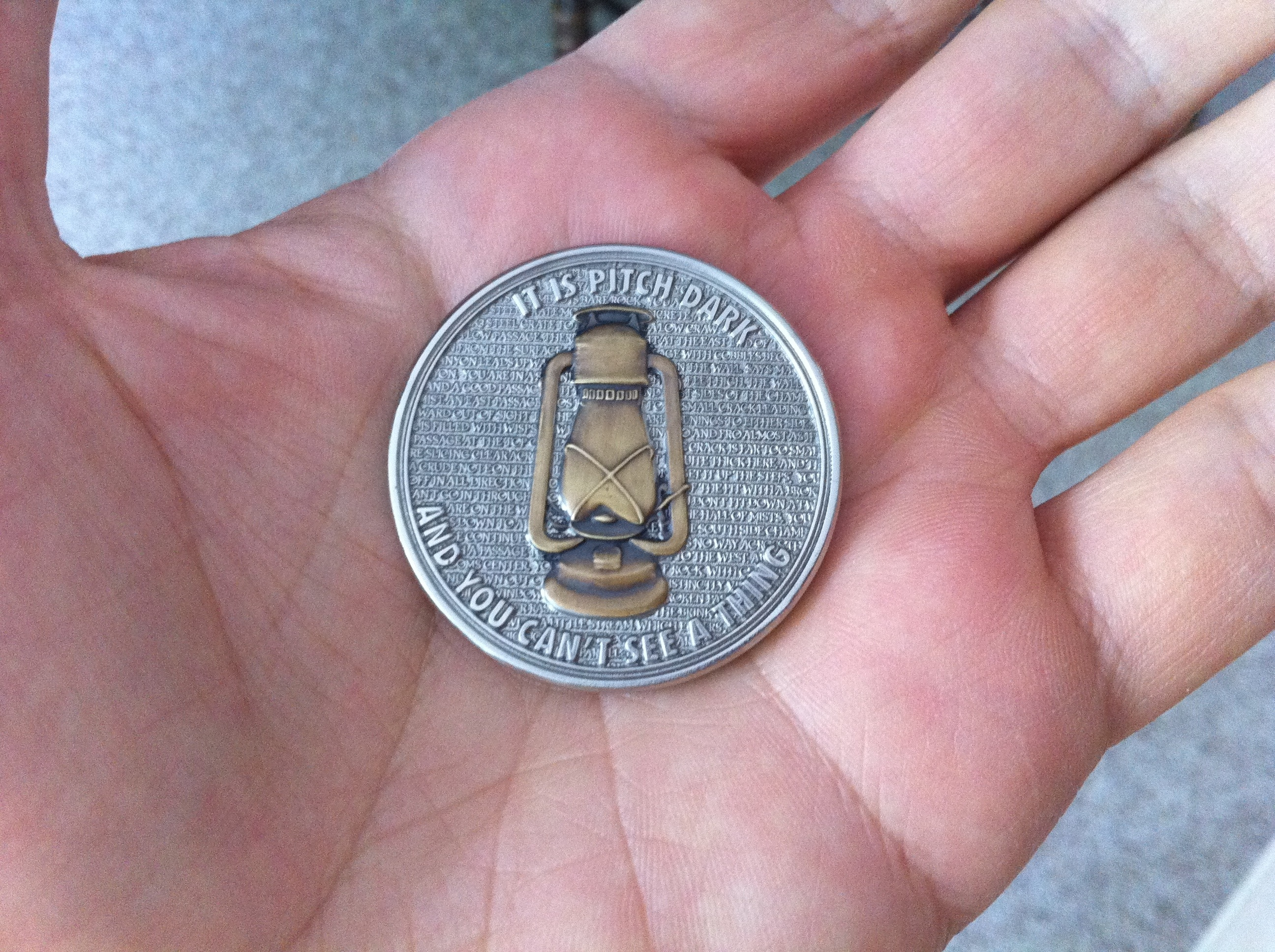
Get-Lamp-Münze

Der in Boston lebende Computerhistoriker Jason Scott begann 2002 mit ersten Überlegungen zu einem Film über Textadventures. Scott hatte im Mai 2005 nach knapp vier Jahren Produktionszeit die Dokumentationsserie BBS: The Documentary über die Subkultur der Mailbox-Nutzer in den 1980er- und 1990er-Jahren veröffentlicht. Im Juni desselben Jahres begann er mit den Arbeiten für seine Dokumentation über die Geschichte von Textadventures und Interactive Fiction. Scotts zugrundeliegende Motivation war, eine Ära der Computerspielhistorie zu archivieren, die andernfalls perspektivisch der Vergessenheit anheimgefallen wäre. Im Oktober 2005 machte er seine Arbeit an dem Projekt öffentlich. Der Name des Films, Get Lamp, entspricht einem der ersten Kommandos, die man für gewöhnlich im Ur-Adventure-Spiel eingibt. Die referenzierte Petroleumlampe aus Messing kommt nicht nur in Adventure, sondern auch in zahlreichen anderen Textadventures der späten 1970er- und frühen 1980er-Jahre vor. Scott baute eine solche Laterne in fast jede Interviewszene ein, teils gut versteckt, und animierte die Zuschauer, beim Ansehen des Films darauf zu achten.
Um einen Teil der Produktionskosten zu decken, startete Scott im Dezember 2005 eine Crowdfunding-Kampagne. Zu dieser Zeit existierte der Begriff „Crowdfunding“ noch gar nicht; er wurde erst 2006 durch Michael Sullivan, Gründer des Blogs fundavlog, geprägt. Für Get Lamp steuerten 50 Beitragende je 100 US-Dollar bei und erhielten dafür eine Kopie von BBS: The Documentary, drei Get-Lamp-DVDs und eine Erwähnung in den Credits.
Eine frühe Version des Films wurde auf der Penny Arcade Expo East in Boston aufgeführt.
Im Oktober 2009 startete Scott eine Crowdfunding-Kampagne auf der Plattform Kickstarter, um 25.000 US-Dollar (Stand 2024 etwa 33.000 Euro) Kapital einzusammeln. Die Summe sollte ausreichen, um Scott mindestens drei Monate Vollzeit-Arbeit an seinen computerhistorischen Projekten zu ermöglichen, deren Hauptprojekt zu diesem Zeitpunkt Get Lamp war. Seine Kalkulation beinhaltete, dass er Get Lamp in dieser Zeit fertigstellen könne und dass ihn der Verkauf der geplanten DVD-Version für etwa ein Jahr finanzieren würde. Die Kampagne erzielte Einnahmen in Höhe von gut 26.000 US-Dollar.
Premiere hatte der Film am 26. März 2010 auf der Penny Arcade Expo East in Boston. Die Veröffentlichung der DVD-Version erfolgte in den Vereinigten Staaten am 28. Juli 2010. Der DVD-Version lag eine von Scott gestaltete Münze bei, die eine Reminiszenz an die in Spielen der Zork-Reihe gängigen Zorkmid-Münzen darstellte. Der Film wurde unter der Creative-Commons-Lizenz NC-BY-SA veröffentlicht, das heißt, die nicht-kommerzielle (NC) Weiternutzung (zum Beispiel Weitergabe) des Films ist gestattet, solange Autor (BY, hier Jason Scott) und Lizenz (SA) genannt werden. Von September bis November 2010 präsentierte Scott den Film auf einer Jet Lamp genannten Tournee durch 22 Städte in den Vereinigten Staaten.

## Rezeption

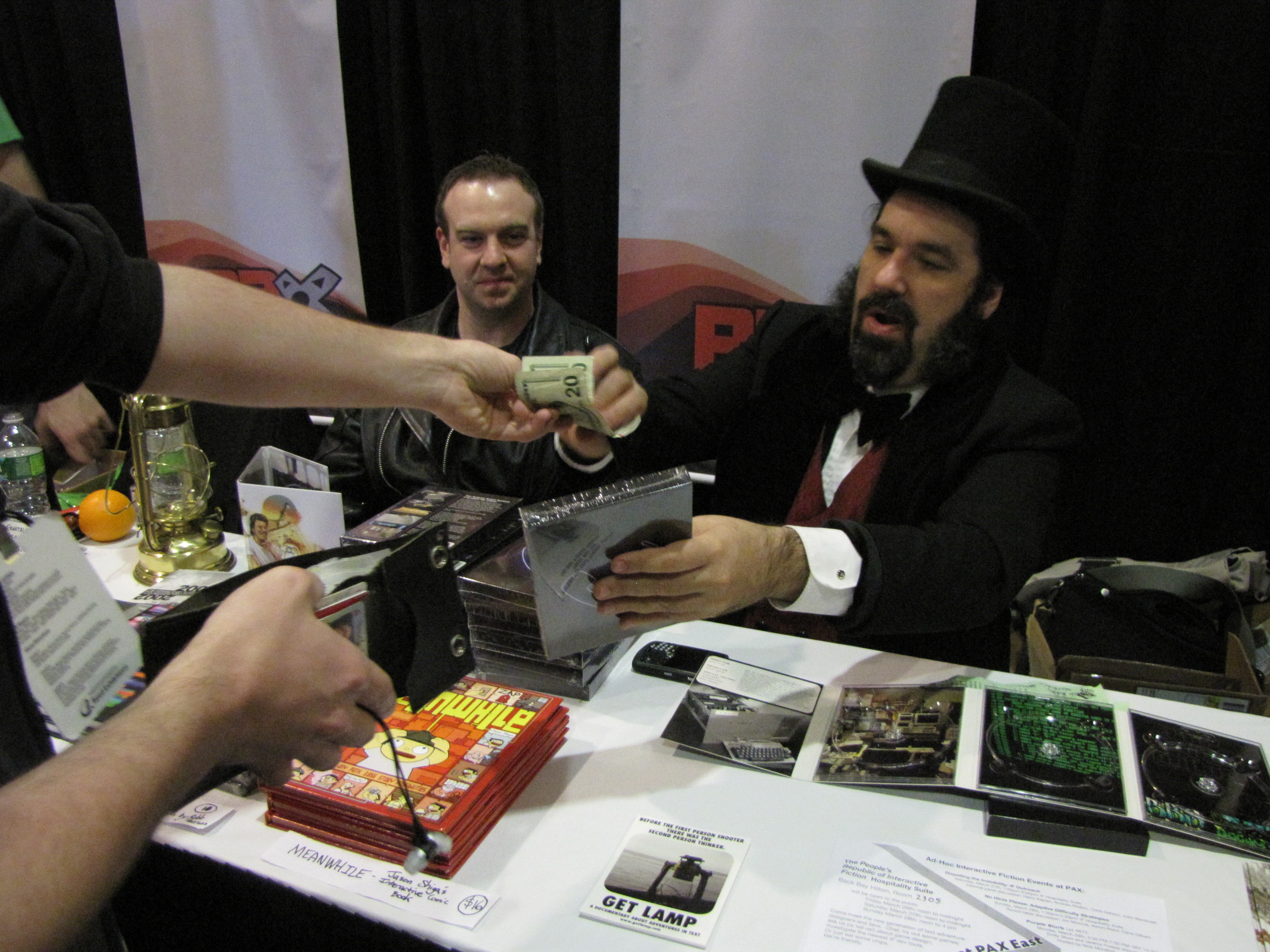
Jason Scott (rechts, 2010)

Das Weblog Ars Technica bewertete die Dokumentation als „ein Juwel von einem Film“, mit dem Regisseur Scott „einen echten Volltreffer hingelegt“ habe. Textadventures seien mit Hinblick auf die gesamte Geschichte der Computerspiele ein eher kurzlebiges Phänomen, das nun aber dank Jason Scott „für alle Zeiten dokumentiert“ sei. Für CNET wertete Red-Hat-Analyst Gordon Haff, Get Lamp habe „ganze Arbeit geleistet, eine Ära der Computerspiele einzufangen“. Der britische Guardian zählte Get Lamp 2014 zu den „Six of the best gaming documentaries“ und bezeichnete den Film als „faszinierende Erkundung“ von textbasierten Spielen. Die Lo-Fi-Dokumentation sei oftmals sentimental, nehme den Zuschauer aber mit auf eine Reise durch eine Welt vergessener Spiele. PC Gamer befand, Get Lamp „triefe vor Liebe“ für das Genre und „verdiene es, gefeiert zu werden“. Die US-Website VentureBeat bezeichnete Get Lamp im Rahmen seiner Premiere im März 2010 als „gleichermaßen interessant und herzzerreißend“.
Nick Montfort, Professor für digitale Medien am MIT, bezeichnet Get Lamp als „essenziellen Film für IF-Enthusiasten“ sowie als „wichtigen Film“ für Studenten elektronischer Literatur und Computergeschichte. Regisseur Scott berücksichtige sowohl die kommerzielle Ära der Textadventures in den 1980er-Jahren als auch die zeitgenössische IF-Szene, wobei der Fokus der Dokumentation auf dem Geschichtsabschnitt liege. Die Vielfalt der Perspektiven rege dabei zum Nachdenken an. Get Lamp sei ein Film für alle, die „gerne lesen, gerne erforschen und gerne unterschiedliche Perspektiven erkunden“.